# Entre-Vignes
Entre-Vignes es una comuna nueva francesa situada en el departamento de Hérault, de la región de Occitania.

## Historia
Fue creada el 1 de enero de 2019, en aplicación de una resolución del prefecto de Hérault de 13 de diciembre de 2018 con la unión de las comunas de Saint-Christol y Vérargues, pasando a estar el ayuntamiento en la antigua comuna de Saint-Christol.

## Demografía
Según los datos aportados en la resolución del prefecto de Hérault, la comuna se crea con 2155 habitantes.

## Composición
| Comuna fusionada | Código INSEE | Población (2016) | Superficie (km²) | Densidad (hab./km²) |
| ---------------- | ------------ | ---------------- | ---------------- | ------------------- |
| Saint-Christol   | 34246        | 1377             | 11.29            | 122                 |
| Vérargues        | 34330        | 746              | 5.51             | 135                 |